# Serhiy Rozhok
Serhiy Rozhok (en ucraniano: Сергій Володимирович Рожок; Slavutych, RSS de Ucrania, 25 de abril de 1985-Raión de Severodonetsk, Ucrania, 24 de enero de 2024) fue un futbolista y militar ucraniano que jugó en la posición de centrocampista.

## Carrera

### Club
| Periodo   | Club                         |
| --------- | ---------------------------- |
| 2001-2004 | FC Dynamo-3 Kyiv             |
| 2002-2005 | FC Dynamo-2 Kyiv             |
| 2005      | FC Tavriya Simferopol        |
| 2005      | FC Zakarpattia Uzhgorod      |
| 2006      | FC CSKA Kyiv                 |
| 2007      | FC Járkov                    |
| 2007      | FC CSKA Kiev                 |
| 2007–2008 | FC Desná Chernígov           |
| 2008–2010 | FC Obolon Kiev               |
| 2010–2011 | FC Kryvbas Kryvyi Rih        |
| 2011      | FC Chornomorets Odesa        |
| 2012–2013 | FC Minsk                     |
| 2014      | FC Zirka Kirovohrad          |
| 2015      | FC Belshina Bobruisk         |
| 2016      | FC Neman Grodno              |
| 2017      | FC Vitebsk                   |
| 2017      | FC Gomel                     |
| 2018      | FC Smolevichi                |
| 2019      | FC Mezhyhirya Novi Petrivtsi |
| 2020–2021 | FC Juniors Shpytky           |
| 2022–2023 | FC Shturm Ivankiv            |

### Selección nacional
Jugó en varias categorías de selección nacional en Ucrania:
| Periodo   | Selección   | Apariciones | Goles |
| --------- | ----------- | ----------- | ----- |
| 2000-2002 | Ucrania U17 | 8           | 0     |
| 2005      | Ucrania U20 | 4           | 0     |
| 2003-2004 | Ucrania U21 | 9           | 2     |

Entre sus logros está en participar en la Eurocopa Sub-19 de 2004 y en la Copa Mundial de Fútbol Sub-20 de 2005.

### Militar y muerte
Luego de retirarse como futbolista se unió al Ejército de Ucrania durante la invasión rusa de Ucrania. Falleció en combate en una misión en el Raión de Severodonetsk el 24 de enero de 2024 a los 38 años.

## Logros
- Copa de Bielorrusia (1): 2012/13